# 韩娜莱
韩娜莱（1992年7月6日—），韩国女子网球运动员。
韩娜莱首次参加WTA巡回赛是在2014年韩国网球公开赛，并在2018年获得了该项赛事的双打冠军，也是她目前唯一一个WTA巡回赛冠军。2020年她首次进入到大满贯赛事正赛，在2020年澳大利亚网球公开赛首轮告负。在2023年美国网球公开赛女子单打比赛上再次进入正赛，同样首轮失利。
韩娜莱还获得过2个WTA125巡回赛冠军，分别是在2021年韩国网球公开赛和2023年威尼托公开赛。她在ITF女子巡回赛有13个单打和28个双打冠军。